# Agnes Nixon
Agnes Nixon (ur. 10 grudnia 1922 w Chicago, zm. 28 września 2016 w Rosemont, Pensylwania) – amerykańska producentka telewizyjna, scenarzystka i aktorka.

## Życiorys
Urodzona 10 grudnia 1922 w Chicago jako Agnes Eckhardt.
Najbardziej znana jako twórczyni oper mydlanych, takich jak Wszystkie moje dzieci (All My Children), Tylko jedno życie (One Life to Live) czy Loving. Ze względu na jej długą karierę, oraz stworzenie wielu sukcesywnych programów, lub bycie ich częścią, często nazywa się ją Królową współczesnej opery mydlanej.
Zmarła 28 września 2016. Pozostawiła czworo dzieci, Cathy, Mary, Roberta i Emily oraz jedenaścioro wnuków.